# ألفونسو كابللو
ألفونسو كابللو (بالإسبانية: Alfonso Cabello)‏ هو دراج إسباني، ولد في 19 سبتمبر 1993 في لا رمبلة في إسبانيا.